# Circondario di Tin Essako
Il circondario di Tin Essako è un circondario del Mali facente parte della regione di Kidal. Il capoluogo è Tin Essako.

## Geografia antropica

### Suddivisioni amministrative
Il circondario di Tessalit è suddiviso in 2 comuni:
- Intadjedite
- Tin Essako